# Fernando Grignola
Fernando Grignola (* 26. August 1932 in Agnuzzo, Muzzano, Kanton Tessin; † 22. August 2022 in Agno) war ein Schweizer Journalist und Schriftsteller.

## Leben
Fernando Grignola besuchte die Handelsschule in Lugano. Er war als Journalist für diverse Zeitungen und Zeitschriften tätig. Ab 1976 arbeitete er für das Radio Svizzera, von 1985 bis 1994 als verantwortlicher Redaktor.
Er schrieb Erzählungen, Theaterstücke und Gedichte auf Italienisch und vor allem in seinem Tessiner Dialekt.

## Auszeichnungen
- 1985: Einzelwerkpreis der Schweizerischen Schillerstiftung für La mamm granda da tücc
- 1998: Einzelwerkpreis der Schweizerischen Schillerstiftung für Radìsa innamùrada

## Werke

### Poesie
- Solo la voce e altre poesie, Agno 1963
- Ur fiadaa dra mè gent, Agno 1965
- La vicenda del vivere, Agno 1967
- La sonada senza nom, Agno 1970
- Uomini e colline, Florenz 1975
- Solo nel cuore abbiamo, Fossalta di Piave 1981
- La mamm granda da tücc. Poesie e Racconti in Dialetto. Pedrazzini, Locarno 1983
- La pagina striàda / La pagina stregata, Locarno 1987
- Ciel da paròll, Agno 1995
- Ur cör e la radísa, Lugano 1996
- Visín luntán, Faenta 1999
- Lüs, Balerna 2001
- Paról biòtt / Parole nude, Balerna 2016

### Prosa
- L’uomo che veniva dal mondo. Racconti, Balerna 2011
- Là dove cantava l’usignolo. Racconti dal paese della memoria, Balerna 2014
- Radici dell’oralità perduta. Scelta di proverbi, detti, tiritere, filastrocche della tradizione popolare raccolti superstiti nel secolo scorso. Fontana, Pregassona 2016
- Al fuoco della memoria. Paese di ieri e di domani. Edizioni Ulivo, Balerna 2018

### Theaterstücke
- Ul bosch dal dinosauro, 1981
- Füm in cà, 1982
- La cà dal runch, 1983
- Brava gent, 1986
- L’àlbor di Fèst, 2002
- Ra Petòlda, 2003

### Anthologie
- Le radici ostinate, Locarno 1995
- Radísa innamuràda. Poesia 1957–1997, Agno 1997
- Radici di terra e di lago, Agno 2005
- Nel tempo che scorre, Balerna 2012